# Sébastien Mazé
Sébastien Maze (ur. 8 lutego 1984 w Paryżu) – francuski szachista, arcymistrz od 2007 roku.

## Kariera szachowa
Wielokrotnie występował w finałach mistrzostw Francji juniorów, jak również kilkukrotnie w mistrzostwach świata i Europy w różnych kategoriach wiekowych. Pierwsze znaczące sukcesy na arenie międzynarodowej zaczął odnosić w roku 2003: podzielił III m. w Paryżu (1st NAO-GM, za Alberto Davidem i Maxime Vachier-Lagrave, wraz z Yannickiem Gozzolim), w drugim turnieju NAO podzielił I lokatę (wraz z Anthony Bellaiche i Jozsefem Horvathem), natomiast w trzecim (wszystkie rozegrane w tym samym roku) był II za Andriejem Szczekaczewem. W 2004 podzielił III m. w Monako (za Josifem Dormanem i Arkadijem Rotsteinem, wraz z A.Bellaiche i Igorem Jefimowem) oraz zadebiutował w finale indywidualnych mistrzostw Francji. W 2005 osiągnął duży sukces w postaci dz. II miejsca w Calvii (za Christianem Bauerem, wraz z Danielem Camporą, Francisco Vallejo Ponsem, Emanuelem Bergiem, Mihai Șubą i Karenem Movsziszianem), w 2006 podzielił III lokatę w Cannes (za Manuelem Apicellą i Ivanem Ivaniseviciem, wraz z m.in. Igorem Glekiem i Nikola Sedlakiem), natomiast w 2007 zajął II m. w Genewie (za Igorem Chenkinem) oraz triumfował (wraz M.Apicellą) w Montpellier. W 2008 r. podzielił II m. w turnieju open w Biel (za Władimirem Biełowem, wspólnie z Borysem Graczewem, Borysem Awruchem, Leonidem Kritzem, Ivanem Ivaniseviciem, Christianem Bauerem i Falko Bindrichem) oraz zadebiutował w reprezentacji Francji na szachowej olimpiadzie (w Dreźnie). W 2010 r. podzielił I m. w otwartym turnieju w Biel (wspólnie z m.in. Aleksandrem Riazancewem i Leonidem Kritzem) oraz zajął III m. (za Arkadijem Naiditschem i Étienne Bacrotem) w silnie obsadzonym turnieju w Montrealu. W 2014 r. zwyciężył w turnieju Chess Festival Jean-Claude Loubatiere w Montpellier.
Najwyższy ranking w dotychczasowej karierze osiągnął 1 lipca 2018 r., z wynikiem 2628 punktów.